# Ermanno Detti
Ermanno Detti (Manciano, 17 aprile 1939) è un giornalista, saggista e scrittore italiano.

## Biografia
Ha conseguito la laurea in lettere alla Sapienza  di Roma dopo aver lavorato come operaio nella Maremma Toscana e dopo essersi arruolato in Aeronautica. Si è quindi dedicato prima all'insegnamento e successivamente al giornalismo, collaborando con la rivista "Riforma della Scuola", diretta da Lucio Lombardo Radice e poi da Tullio De Mauro, Alberto Oliverio e Franco Frabboni.
In seguito è stato come professore a contratto presso l'Università di Roma Tre, l'Università di Bolzano e presso l'Istituto Europeo del Design dove ha insegnato Storia dell'Illustrazione italiana. 
Autore di importanti saggi sulla lettura è considerato un precursore nell'ambito degli studi sulla formazione dei giovani lettori e sulle letture più diffuse tra i ragazzi. La sua opera più famosa, "Il piacere di leggere", è del 1987. Altri suoi studi riguardano il fumetto, le figurine, i fotoromanzi, la scrittura. Ha pubblicato anche numerosi romanzi e racconti d'avventura.
Dirige la rivista "Il Pepe Verde", da lui fondata nel 1999, incentrata sulla letteratura per ragazzi; inoltre è direttore della rivista "Articolo 33".

## Opere
- Un parroco di montagna nella guerra di liberazione, Editori Riuniti, Roma, 2023
- L'ultimo dei briganti, Casale Monferrato, Sonda, 2014
- Perla e Giò e l'Oca Bianca, Castrovillari (CS), Coccole books, 2014
- Le indagini de Perla e Giò, Castrovillari (CS), Coccole books, 2013
- Piccoli lettori crescono. Come avvicinare bambini e ragazzi alla lettura, Trento, Erickson, 2012
- Briciola e la Pulce. Una storia di vita e di calcio, Roma, Nuove Edizioni Romane, 2012
- Zanzare di Garibaldi e altri incontri impossibili, Roma, Nuove Edizioni Romane, 2011
- Terremoto, Bohem Press Italia, 2011
- Il sapore dell'acquacotta, Euno Edizioni, 2011
- Quel ramo del lago di Como... La storia dei Promessi sposi, Roma, Nuove Edizioni Romane, 2010
- Il Natale dell'asinello, Bologna, Fatatrac, 2010
- I predoni del deserto. Da Emilio Salgari, San Cesario di Lecce, Manni, 2010
- Vipera bionda, Falzea, 2009
- Gianni Allegra, Ermanno Detti Tritti e Lona. Un amore di centomila anni fa, Città Aperta, 2008
- Il furto della gazza ladra, San Cesario di Lecce, Manni, 2007
- Gilda, Liguori, 2006
- La mano nera, Roma, Editori Riuniti, 2006
- Ermanno Detti, Laura Detti, Viaggio a Roma. Guida magica per ragazzi, Roma, Jouvence, 2006
- Ermanno Detti, Francesco Golzio, La biblioteca del cittadino. Insieme nel XXI secolo. Per la Scuola media, Firenze, La Nuova Italia, 2005
- Altri tre casi per il detective Nick Pugnoduro, San Cesario di Lecce, Manni, 2005
- Il nido del cuculo, Bologna, Fatatrac, 2005
- Ermanno Detti, Francesco Golzio, La biblioteca del cittadino. Istituzioni. Per la Scuola media, Firenze, La Nuova Italia, 2004
- Ermanno Detti, Francesco Golzio, La biblioteca del cittadino. Diritti umani. Per la Scuola media, Firenze, La Nuova Italia, 2004
- Ermanno Detti, Francesco Golzio, La biblioteca del cittadino. Economia. Per la Scuola media, Firenze, La Nuova Italia, 2004
- Il segreto di Lisa. Roma 1347-1354, Milano, Arnoldo Mondadori Editore, 2004
- Tre casi per il detective Nick Pugnoduro, San Cesario di Lecce, Manni, 2004
- In tempo di guerra, San Cesario di Lecce, Manni, 2003
- Ermanno Detti, Virginia Villari, Senza Parole. Dieci lezioni di storia dell'Illustrazione, Roma, Valore Scuola, 2002
- Estrella, Roma, Nuove Edizioni Romane, 2000
- Rosaria Bortolone, Ermanno Detti, Francesco Golzio, La biblioteca del cittadino. Il mondo dei media. Per la Scuola media, Firenze, La Nuova Italia, 2000
- Rosaria Bortolone, Ermanno Detti, Francesco Golzio, La biblioteca del cittadino. Dialogo e solidarietà. Per la Scuola media, Firenze, La Nuova Italia, 2000
- Rosaria Bortolone, Ermanno Detti, Francesco Golzio, La biblioteca del cittadino. Le culture giovanili. Per la Scuola media, Firenze, La Nuova Italia, 2000
- Rosaria Bortolone, Ermanno Detti, Francesco Golzio, La biblioteca del cittadino. Luoghi e tempi del territorio. Per la Scuola media, Firenze, La Nuova Italia, 2000
- Ermanno Detti , M. Carmela Ghionda , Francesco Golzio, Il primo libro del cittadino. Per la Scuola media, Firenze, La Nuova Italia, 1999
- Tutta colpa del naso. La storia di Cirano di Bergerac, Roma, Nuove Edizioni Romane, 1998
- Harley il rosso, Firenze, Giunti Editore, 1997
- Ermanno Detti, M. Carmela Ghionda, Francesco Golzio, Il primo libro del cittadino. Per le Scuole, Firenze, La Nuova Italia, 1996
- In una selva oscura... Il racconto di Dante, Roma, Nuove Edizioni Romane, 1996
- Angelica e il paladino Orlando, Roma, Nuove Edizioni Romane, 1994
- Ermanno Detti, Daniela Parolai, Storia e storie di Tex, Anicia, 1994
- Vado a stare dai nonni, Bologna, Fatatrac, 2008
- Leda e il mago, Bologna, Fatatrac, 2002
- " Le carte rosa. Storia dell'illustrazione popolare e del fotoromanzo, Firenze, La Nuova Italia, 2000
- " La carte povere. Storia dell'illustrazione minore, Firenze, La Nuova Italia, 1999
- Ermanno Detti , Emanuele Luzzati, E quando cupa mezzanotte scocca, Bologna, Fatatrac, 1998
- Come si insegna a scrivere. Nuove tecniche per l'apprendimento della scrittura, Firenze, La Nuova Italia, 1992
- Il piacere di leggere, Firenze, La Nuova Italia, 1987, 2002
- Il fumetto fra cultura e scuola, Firenze, La Nuova Italia, 1984

| Controllo di autorità | VIAF (EN) 67939230 · ISNI (EN) 0000 0000 2557 0166 · SBN CFIV001340 · LCCN (EN) n86003982 · GND (DE) 1036385000 |